# Elecciones presidenciales de Portugal de 2011
Las elecciones presidenciales de Portugal de 2011 se llevaron a cabo el domingo 23 de enero; Aníbal Cavaco Silva, presidente desde el 2006, fue reelecto con el apoyo del opositor Partido Socialdemócrata y más de la mitad de los votos válidos, evitando ir al balotaje. Su principal rival era Manuel Alegre, del oficialista Partido Socialista de Portugal, quien obtuvo 19.75% de los votos válidos; otros cuatro candidatos participaron en estas elecciones.
Nueve millones de ciudadanos portugueses podían participar en estos comicios, pero solamente acudió a las urnas el 46.63%. El proceso electoral se llevó a cabo en medio de un crisis de deuda que podría obligar al país a solicitar un rescate económico a la Unión Europea, como Grecia e Irlanda hicieron unos meses atrás.
Aunque el jefe de Gobierno es el primer ministro de Portugal, cargo que en la actualidad domina el Partido Social-Demócrata (PSD) [actualizar], el presidente portugués tiene poder de veto en las decisiones de la asamblea unicameral de su país, además de la capacidad de disolverla.

## Antecedentes
Durante las elecciones presidenciales de 2006, el ex primer ministro Aníbal Cavaco Silva, el único candidato de la centroderecha, había ganado las urnas en la primera vuelta con el 50,5 por ciento de los votos emitidos. Se había enfrentado a dos candidatos particulares del gobernante Partido Socialista, el candidato oficial Mário Soares, expresidente de la República, quedó en tercer lugar con el 14,3 por ciento, Manuel Alegre, un disidente, ocupó el segundo lugar con el 20,7 por ciento de los votos. Esta histórica victoria de un candidato conservador, la primera después de la Revolución de los Claveles, inauguró un período de "convivencia política" con el primer ministro socialista José Sócrates.
Las elecciones generales de septiembre de 2009 confirmaron esta situación y llevaron de nuevo al PS al poder, pero privándolo de la mayoría absoluta. La situación de crisis económica y financiera a la que se enfrentaba el país llevó a la adopción de un plan de austeridad y un presupuesto para una intervención más frecuente del jefe de Estado en la política para promover el acuerdo entre los partidos políticos del país.

## Sistema electoral
Cualquier ciudadano portugués mayor de 35 años tiene la oportunidad de ser candidato a la presidencia. Para ello es necesario reunir entre 7.500 y 15.000 firmas y presentarlas ante el Tribunal Constitucional portugués.
Según la Constitución portuguesa, para ser elegido, un candidato necesita una mayoría simple (50% + 1). Si ningún candidato obtiene esta mayoría, hay una segunda vuelta entre los dos candidatos más votados.

## Candidatos

### Oficiales
- Aníbal Cavaco Silva, Presidente de Portugal (2006-2011), elegible para un segundo mandato.[4]
- Manuel Alegre, exdiputado en la Asamblea Nacional.[5]
- Fernando Nobre, presidente de la ONG portuguesa AMI (Acción Humanitaria Global).[6]
- Defensor Moura, exalcalde de Viana do Castelo.[7]
- Francisco Lopes, diputado en la Asamblea Nacional.[8]
- José Manuel Coelho, miembro de la Asamblea Nacional de Madeira.[9]

### Rechazadas
- Luís Botelho Ribeiro: Líder del partido provida. Su solicitud se formalizó el lunes 20 de diciembre, con más de 8.000 firmas. Su candidatura fue analizada por el Tribunal Constitucional. El 29 de diciembre, el tribunal concluyó que su candidatura no cumplía los requisitos establecidos por la ley.[10]
- José Ribeiro e Castro: Miembro del Centro Democrático y Social – Partido Popular, se especulaba con la posibilidad de presentarse como candidato alternativo de derecha, debido a la decisión de Cavaco de aprobar el matrimonio entre personas del mismo sexo. Sin embargo, no siguió adelante con su candidatura.[11]
- José Pinto Coelho: Líder del ultraderechista Partido Renovador Nacional. Declaró que su candidatura a la presidencia en 2019, pero se vio "truncada" al no reunir las 7.500 firmas requeridas. Afirmó haber reunido 5.878 firmas.[12]

## Encuestas de opinión
| Fecha                    | Encuestadora          |           |           |            |            |           |            | Otros | Ventaja |
| ------------------------ | --------------------- | --------- | --------- | ---------- | ---------- | --------- | ---------- | ----- | ------- |
| Fecha                    | Encuestadora          |           |           |            |            |           |            | Otros | Ventaja |
| Fecha                    | Encuestadora          | Silva PSD | Alegre PS | Nobre Ind. | Moura Ind. | Lopes PCP | Coelho PND | Otros | Ventaja |
| 21 de enero de 2011      | Sol (average)         | 58.0      | 22.0      | 11.0       | 2.0        | 5.0       | 2.0        | —     | 36.0    |
| 21 de enero de 2011      | Universidade Católica | 59.0      | 22.0      | 10.0       | 1.0        | 6.0       | 2.0        | —     | 37.0    |
| 21 de enero de 2011      | Eurosondagem          | 56.3      | 25.0      | 10.1       | 2.0        | 5.2       | 1.4        | —     | 31.3    |
| 21 de enero de 2011      | Aximage               | 54.7      | 25.6      | 10.7       | 1.8        | 6.3       | 0.9        | —     | 29.1    |
| 20 de enero de 2011      | INTERCAMPUS           | 54.6      | 22.8      | 9.1        | 2.6        | 8.2       | 2.7        | —     | 31.8    |
| 19 de enero de 2011      | Marktest              | 61.5      | 15.0      | 12.7       | 1.2        | 3.3       | 2.1        | 4.2   | 46.5    |
| 8 de enero de 2011       | Aximage               | 57.1      | 20.8      | 8.7        | 3.1        | 2.0       | 0.5        | 7.8   | 36.3    |
| 7 de enero de 2011       | INTERCAMPUS           | 60.1      | 25.3      | 4.2        | 2.5        | 6.3       | 1.6        | —     | 34.8    |
| 23 de diciembre de 2010  | Eurosondagem          | 60.0      | 30.0      | 4.8        | 0.7        | 4.5       | —          | —     | 30.0    |
| 19 de diciembre de 2010  | INTERCAMPUS           | 64.3      | 20.7      | 5.5        | 1.0        | 4.5       | —          | —     | 43.6    |
| 27 de noviembre de 2010  | Eurosondagem          | 57.0      | 32.0      | 5.2        | 1.0        | 4.8       | —          | —     | 25.0    |
| 26 de noviembre de 2010  | Marktest              | 78.3      | 15.0      | 4.0        | 0.0        | 0.7       | —          | —     | 63.3    |
| 21 de noviembre de 2010  | INTERCAMPUS           | 61.5      | 26.1      | 4.5        | 0.5        | 3.7       | —          | 3.7   | 35.4    |
| 29 de octubre de 2010    | Marktest              | 71.3      | 20.2      | 5.0        | 0.9        | 1.1       | —          | —     | 51.1    |
| 29 de octubre de 2010    | Universidade Católica | 63.0      | 20.0      | 7.0        | 1.0        | 3.0       | —          | —     | 43.0    |
| 13 de octubre de 2010    | Aximage               | 55.1      | 35.7      | 7.1        | 0.2        | 1.9       | —          | —     | 19.4    |
| 9 de octubre de 2010     | INTERCAMPUS           | 55.5      | 30.7      | 4.9        | 1.2        | 5.6       | —          | —     | 24.8    |
| 25 de septiembre de 2010 | Marktest              | 71.0      | 22.0      | 4.0        | 0.2        | 1.0       | —          | —     | 49.0    |
| 24 de septiembre de 2010 | Eurosondagem          | 54.9      | 33.0      | 6.2        | 1.1        | 4.8       | —          | —     | 21.9    |
| 12 de septiembre de 2010 | Aximage               | 58.1      | 32.1      | 5.4        | 0.0        | 4.4       | —          | —     | 26.0    |
| 31 de julio de 2010      | Marktest              | 67.1      | 19.6      | 10.0       | 0.7        | —         | —          | —     | 47.5    |
| 24 de julio de 2010      | INTERCAMPUS           | 59.4      | 26.8      | 9.1        | 2.9        | —         | —          | —     | 32.6    |
| 12 de julio de 2010      | Euroexpansão          | 51.1      | 14.7      | 4.1        | —          | —         | —          | 22.1  | 36.4    |
| 11 de julio de 2010      | Aximage               | 55.3      | 26.9      | 11.6       | —          | —         | —          | 6.2   | 28.4    |
| 28 de junio de 2010      | Universidade Católica | 50.0      | 19.0      | 7.0        | —          | —         | —          | 25.0  | 31.0    |
| 13 de junio de 2010      | Aximage               | 53.4      | 28.1      | 8.6        | —          | —         | —          | 9.9   | 25.3    |
| 14 de marzo de 2010      | Universidade Católica | 57.0      | 19.0      | 8.0        | —          | —         | —          | 16.0  | 38.0    |
| 13 de marzo de 2010      | Aximage               | 56.0      | 21.6      | 13.8       | —          | —         | —          | 8.6   | 34.4    |
| 12 de marzo de 2010      | Eurosondagem          | 36.9      | 25.0      | 9.6        | —          | (5.0)     | —          | 23.5  | 11.9    |
| 22 de enero de 2010      | Aximage               | 60.3      | 39.7      | —          | —          | —         | —          | —     | 20.6    |

## Resultados
Aunque el presidente Aníbal Cavaco Silva logró ser reelecto en la primera vuelta, no logró mantener el número de votantes que lo apoyaron en su primera elección presidencial. De hecho, se convirtió en el presidente portugués que ha ganado con la menor cantidad de votos. Por otro lado, el apoyo porcentual que recibió se incrementó al compararse con la elección de 2006. La abstención, 53.3%, fue la mayor registrada en este tipo de comicios en la historia portuguesa.
|  | 49.67 % |

|  | 18.53 % |

|  | 13.23 % |

|  | 6.70 % |

|  | 4.22 % |

|  | 1.47 % |

|  | 4.26 % |

|  | 1.93 % |

|  | 100.00 % |

## Reacciones
Aunque la campaña de Cavaco Silva se caracterizó por ser inusualmente crítica sobre la gestión en materia económica del primer ministro José Sócrates; tras anunciarse su victoria, Cavaco anunció que cooperaría con el gobierno socialista. Aunque algunos analistas consideran que con esta victoria los socialdemócratas intentarían adelantar las elecciones legislativas para forzar un cambio de gobierno, esto ha sido negado por Pedro Passos Coelho, líder del partido socialdemócrata, quien ha declarado que aunque su movimiento ha tenido oportunidades de "forzar una crisis" en el pasado, se han abstenido de hacerlo.
Por parte de los socialistas, Manuel Alegre ha reconocido su derrota, aunque se ha negado a aceptar que esta tenga alguna relación con el gobierno de Sócrates. El primer ministro se ha mostrado de acuerdo, ya que en su opinión las elecciones presidenciales se centran más en el candidato que en las fuerzas políticas que lo apoyan.